# Funaria apiculatopilosa
Funaria apiculatopilosa là một loài Rêu trong họ Funariaceae. Loài này được Cardot mô tả khoa học đầu tiên năm 1913.